# James Omondi (football)
Pour les articles homonymes, voir James Omondi.
James Omondi Oduor, né le 30 décembre 1980 à Nairobi, est un footballeur kényan ayant joué dans le club kényan de Mathare United jusqu'en 2010, reconverti entraîneur. Il fut international kényan entre 2002 et 2004.

## Clubs
- 2002-2003 :  Sher Agencies FC
- 2003-2005 :  Thika United
- 2005 :  Sông Lam Nghệ An
- 2005-2006 :  Saint-George SA
- 2006-2007 :  Thika United
- 2007-2009 :  Anse Réunion FC
- 2009-2010 :  Mathare United

## Palmarès
- Championnat d'Éthiopie de football
  - Vainqueur en 2005
- Supercoupe d'Éthiopie de football
  - Vainqueur en 2005